# Сидоров, Иван Фёдорович (Герой Социалистического Труда)
Иван Фёдорович Сидоров — советский хозяйственный и государственный деятель, Герой Социалистического Труда.

## Биография
Родился в 1918 году в селе Палевицы. Член КПСС.
Окончил Часовскую лесотехническую школу.
В 1935—1938 — слесарь тракторной базы в селе Мыелдино Усть-Куломского леспромхоза.
Участник Великой Отечественной войны
В 1942—1948 — инспектор по кадрам Палевицкого леспромхоза Коми АССР, начальник Шыладорского лесопункта, начальник Коквицкого лесопункта.
В 1948—1968 — начальник Мадмасского лесопункта Усть-Вымского леспромхоза Коми АССР.
Указом Президиума Верховного Совета СССР от 5 октября 1957 года за выдающиеся успехи, достигнутые в деле развития лесной промышленности, присвоено звание Героя Социалистического Труда с вручением ордена Ленина и золотой медали «Серп и Молот».
Депутат Верховного Совета Коми АССР 4-го созыва. Делегат XXIII съезда КПСС.
Умер в 1991 году в Сыктывкаре.

## Награды и звания
- Герой Социалистического Труда (05.10.1957)
- Орден Ленина (05.10.1957)
- Орден Отечественной войны I степени (06.04.1985)